# قائمة المواقع والمعالم المصنفة في ولاية تندوف
هذه قائمة حصرية للمواقع الأثرية و المعالم التاريخية المصنفـــة حسب وزارة الثقافة والاتصال (الجزائر) لولاية تندوف
| رقم    | اسم               | وصف | موقع | مدينة | قسم   | الإحداثيات | صورة |
| ------ | ----------------- | --- | ---- | ----- | ----- | ---------- | ---- |
| 37-001 | قصبة بلعمش تيندوف |     |      |       | تندوف |            | صورة |